# Nick Neururer
Nikolaus „Nick“ Neururer (* 24. Juli 1952 in Fieberbrunn; † 23. März 2016 ebenda) war ein österreichischer Sportjournalist, Fußballspielerberater und -vermittler sowie Fußball-Scout. Obgleich im Besitz der UEFA Profi-Lizenz, der höchsten Ausbildungserlaubnis des ÖFB im Trainerwesen, trainierte er für einige Jahre ausschließlich den Amateurklub SC Kundl. Zuvor war Neururer selbst als Fußballspieler aktiv und brachte es bis zur Regionalliga, ehe zwei schwere Verletzungen sein Karriereende erzwangen.

## Leben und Wirken
Nick Neururer wurde im Jahr 1953 in Fieberbrunn geboren und wuchs in Tirol auf. Hier war er auch als Amateurfußballspieler im Einsatz und brachte es bis zur Regionalliga. Zwei schwere Verletzungen zwangen ihn zu einem frühen Karriereende als Aktiver. In weiterer Folge wurde er für knapp sechs Jahre Trainer des SC Kundl und war bereits in dieser Zeit parallel dazu sportjournalistisch tätig. So schrieb er unter anderem für das Fachmagazin Fußball sowie den deutschen Kicker. Von 1986 bis 1996 schrieb er für die Tiroler Redaktion der Kronen Zeitung und trat in den letzten Jahren seines dortigen Wirkens zudem als Chef des Sportressorts in Erscheinung. Als einer von wenigen erlangte er das Vertrauen des als „Grantler“ bezeichneten Ernst Happel, der in dieser Zeit den FC Swarovski Tirol trainierte, ehe er bis zu seinem Tod die österreichische Fußballnationalmannschaft übernahm. Im Frühjahr 1998 wurde er Sportdirektor des Traditionsvereins SV Austria Salzburg, bei dem eine seiner ersten Taten die Verpflichtung von Hans Krankl als Trainer war. Nach mehr als zwei Jahren beendete er im Dezember 2000 sein Engagement mit den Salzburgern.
Über Jahrzehnte hinweg galt Neururer als Experte für den afrikanischen Fußball und war im Laufe der Jahre für Vereine wie den SK Rapid Wien, den FC Tirol Innsbruck, den FC Red Bull Salzburg oder den schottischen Traditionsklub Celtic Glasgow als Scout tätig. Vom ÖFB wurde Neururer regelmäßig angefordert, um Spieler und Spielgegner zu beobachten und zu analysieren. Bei seiner über ein Jahrzehnt andauernden Zusammenarbeit mit dem ÖFB war er auch Scouting-Mitglied im Team des damaligen ÖFB-Teamchefs Marcel Koller. In späteren Jahren (2014–2015) fungierte er beim FC Wacker Innsbruck als Sportbeirat und war vor allem im Jahr vor seinem Ableben in besonderem Maße für den Klub tätig.
Seine Hauptaufgaben hatte Neururer über Jahrzehnte hinweg allerdings als Fußballspielerberater und -vermittler. Nachdem er beim Afrika-Cup 1986 erstmals in Afrika war, bereiste er den Kontinent in den nachfolgenden 30 Jahren regelmäßig und brachte auch zahlreiche Spieler nach Österreich bzw. nach Europa. Vor allem waren dies Spieler aus Burkina Faso, Benin oder Mali; Länder, die bis dahin weitgehend als fußballerische Exoten galten. Jonathan Pitroipa, Wilfried Sanou, Hervé Oussalé oder Ibrahima Sidibé sind nur einige bekannte Beispiele, denen Neururer zum Durchbruch in Europa verhalf. Zu seinen einheimischen Schützlingen zählten unter anderem Richard Kitzbichler, Harald Planer, Markus Felfernig, Manuel Schmid, Sebastian Siller oder Rami Tekir.
Am 23. März 2016 erlag der 63-jährige Neururer in seinem Heimatort Fieberbrunn überraschend im Schlaf einem Herzversagen. Er hinterließ seine Lebensgefährtin und drei Kinder. Am 30. März 2016 wurde er nach einem Trauergottesdienst in der Katholischen Pfarrkirche Fieberbrunn am Friedhof Fieberbrunn beerdigt. Das Heimspiel der Innsbrucker gegen den SK Austria Klagenfurt am 8. April 2016 begann mit einer Schweigeminute in Gedenken an Neururer.